# Mont Satsunai
Le mont Satsunai (札内岳, Satsunai-dake) est une montagne culminant à 1 895 m d'altitude dans les monts Hidaka de l'île de Hokkaidō au Japon.